# 2017年9月逝世人物列表
2017年逝世人物列表：1月 - 2月 - 3月 - 4月 - 5月 - 6月 - 7月 - 8月 - 9月 - 10月 - 11月 - 12月
2017年9月逝世人物列表，是用於匯總2017年9月期間逝世人物的列表。

## 依日期排序

### 30日
- 弗兰克·汉伯伦（英語：Frank Hamblen），70歲，美國籃球教練（密尔沃基雄鹿、洛杉矶湖人），心搏停止而死。[1]
- 盧·雷達（英语：Lou Reda），92歲，美國紀錄片製片人。[2]
- 喬·蒂勒（英语：Joe Tiller），74歲，美國美式足球教練（怀俄明大学、普渡大學）。[3]
- 符拉基米尔·弗沃特斯基（俄語：Влади́мир Воево́дский），51岁，俄罗斯数学家，2002年菲尔兹奖获得者。[4]
- 孫天勤，80歲，中華民國反共義士，原中國人民解放軍空軍試飛員。[5][6]

### 29日
- 露德米拉·別洛烏索娃，81歲，前蘇聯花式滑冰雙人滑運動員。[7]
- 湯姆·阿爾特（英语：Tom Alter），67歲，印度演員，死於皮膚癌。[8]
- 德米特里·斯莫爾斯基（英语：Dmitry Smolsky），80歲，白俄羅斯作曲家和老師（白俄羅斯國立音樂學院）。[9]
- 阿布塔辛（Abu Tahsin al-Salhi），64歲，伊拉克老兵、狙擊手，有「狙擊手教長」之稱。[10]

### 28日
- 巴爾利斯·加賈斯卡斯（英语：Balys Gajauskas），91歲，立陶宛政治人物及良心犯，前立陶宛议会議員。[11]
- 钱谷融，98岁，中国文艺理论家。[12]
- 李新，64歲，台灣政治人物，中國國民黨籍台北市議員，坠楼身亡。[13]
- 鄭鎮圭（朝鲜语：정진규 (1939년)），77歲，韓國詩人。[14]
- 於爾根·羅斯（英语：Jürgen Roth），71歲，德國記者。[15]
- 张淳源，84岁，中国学者，湘潭大学土木工程与力学学院工程力学系教授。[16]

### 27日
- 刘世龙，87岁，中国男演员，《英雄儿女》饰演王成。[17]
- 塞德爾·戴維斯（英语：CeDell Davis），91歲，美國藍調音樂家。[18]
- 休·海夫納（英語：Hugh Hefner），91岁，美国企业家，《花花公子》创始人。[19]
- 安妮·杰弗里斯（英語：Anne Jeffreys），94歲，美國演員。[20]
- 祖扎納·魯齊科瓦（英语：Zuzana Růžičková），90歲，捷克大鍵琴演奏家。[21]

### 26日
- 都泰鎬（朝鲜语：도태호），56歲，韓國公務員。[22]
- 理查德·布歇（英语：Richard Boucher (footballer)），85歲，法國足球運動員（圖盧茲）。[23]
- 巴里·丹嫩（英语：Barry Dennen），79歲，美國演員（《耶穌基督超級巨星》、《闪灵》、《屋頂上的提琴手》），死於跌倒併發症。[24]

### 25日
- 钟扬，53岁，中国植物学家，复旦大学研究生院院长。车祸。[25]
- 艾曼·艾哈邁德·阿卜杜·埃爾（英语：Eman Ahmed Abd El Aty），37歲，埃及女性，前世界上體重最重的人，死於腎功能衰竭和腸內休克。[26]
- 福克·拉貝（英语：Folke Rabe），81歲，瑞典作曲家。[27]
- 德川慶朝（日语：徳川慶朝），67歲，日本攝影師、德川慶喜家末代當主。[28]
- 张裕华，95岁，中国教师，南京大学大气科学学院副教授。[29]
- 张齐生，78岁，中国木材加工与人造板工艺学专家，中国工程院院士。[30]

### 24日
- 李進枝，98歲，台灣企業家、台灣資生堂共同創辦人。[31]
- 瑪麗亞·朱莉婭·阿爾索加瑞（英语：María Julia Alsogaray），74歲，阿根廷政治人物，前阿根廷众议院布宜諾斯艾利斯代表議員與自然資源與可持續發展部部長（英语：Environment of Argentina），死於胰腺癌。[32]
- 吉賽爾·卡薩德蘇斯（英语：Gisèle Casadesus），103歲，法國女演員（《為瑪格莉特朗讀（英语：My Afternoons with Margueritte）》）。[33]
- 羅伯特·J·麥克法林（英語：Robert J. McFarlin），87歲，美國政治人物，前明尼苏达州众议院議員。[34]

### 23日
- 瓦列里·阿薩珀夫（俄語：Валерий Григорьевич Асапов），51歳，俄羅斯陸軍中將。於敍利亞代爾祖爾市遭伊斯蘭國砲擊身亡。
- 洛雷托·卡博內爾（英语：Loreto Carbonell），84歲，菲律賓籃球運動員，心搏停止而死。[35]
- 多蘿西·埃克（英语：Dorothy Eck），93歲，美國政治人物，前蒙大拿州参议院議員。[36]
- 塞繆爾·H·楊（英语：Samuel H. Young），94歲，美國政治人物，前美國眾議院伊利諾州第十國會選區（英语：Illinois's 10th congressional district）代表議員。[37]

### 22日
- 穆罕默德·馬赫迪·阿克夫（英语：Mohammed Mahdi Akef），89歲，埃及宗教和政治領袖，前穆斯林兄弟會領袖，死於癌症。[38]
- 李永平，70歲，出生於英屬婆羅洲砂拉越、移居臺灣的華文小說家。[39]
- 方歷奇（葡萄牙語：João Maria Larguito Claro），70歲，澳門衛生司司長（1991年－1999年）。[40]
- 約翰·沃斯代爾（英语：John Worsdale），68歲，英國足球員（斯托克城、林肯城）。[41]
- 申佑湜（朝鲜语：신우식），83歲，韓國記者。[42]

### 21日
- 利利安·贝当古（法語：Liliane Bettencourt），94歲，法國女商人和慈善家、萊雅集團（L'Oreal）繼承人，世界女性富豪榜排行第一。[43][44]
- 拉里·J·麥金尼（英语：Larry J. McKinney），73歲，美國法官（美国印第安纳南区联邦地区法院）。[45]
- 威廉·G·斯圖爾特（英语：William G. Stewart），82歲，英國遊戲節目主持人（《十五至一（英语：Fifteen to One）》）和電視製作人。[46]
- 張舞曦，96歲，台灣藝人費玉清、張菲及費貞綾（恆述法師）的父親。[47]

### 20日
- 威廉·J·愛里（英语：William J. Ely），105歲，美國軍官。[48]
- 何鴻章，91歲，香港富商及慈善家，已故何東爵士長孫、香港聖約翰救傷隊總監（1966年－1968年）。[49]
- 恩·米哈克森（英语：Ene Mihkelson），72歲，愛沙尼亞詩人和小說家（《亞哈隨魯睡眠（英语：Ahasveeruse uni）》）。[50]
- 王大同，80岁，中国油画家，四川美术学院油画专业教授。[51]

### 19日
- 尹希尚（朝鲜语：윤희상 (가수)），62歲，韓國男歌手。[52]
- 馬西莫·納蒂利（英语：Massimo Natili），82歲，意大利賽車手（一级方程式）。[53]
- 大衛·謝潑德（英语：David Shepherd (artist)），86歲，英國藝術家和自然保護者，死於柏金遜症。[54]
- 金鉴明，85岁，中国环境生态学专家，中国工程院院士。[55]

### 18日
- 羅納德·E·卡里爾（英语：Ronald E. Carrier），85歲，美國教育家，前詹姆斯麥迪遜大學校長。[56]
- 祖拉布·索基拉瓦（英语：Zurab Sotkilava），80歲，格魯吉亞-俄羅斯足球運動員（提比里西迪納摩）和歌劇歌手、苏联人民艺术家，死於胰腺癌。[57]
- 保羅·宏納（英語：Paul Horner），38歲，美國作家、喜劇演員，知名假新聞作者。[58]

### 17日
- 馬漢特·錢德納（英语：Mahant Chandnath），61歲，印度政治人物，前人民院阿爾瓦爾選區（英语：Alwar (Lok Sabha constituency）代表議員。[59]
- 穆罕默德·塔斯馬丁（英语：Mohammed Taslimuddin），74歲，印度政治人物，前人民院阿拉里亞選區（英语：Araria (Lok Sabha constituency)）代表議員。[60]
- 钟炳昌，102岁，中国人民解放军开国少将，曾任中纪委驻中国科学院纪检组组长。[61]
- 中川博之（日語：中川 博之），49歲，日本記者、西日本新聞台北分社長，死於交通事故。[62]
- 区庆嘉，81岁，中国外科专家，中山大学孙逸仙纪念医院原外科主任教授。[63]

### 16日
- 阿尔琼·辛格（英語：Arjan Singh），98歲，印度空軍元帥。[64]
- 特德·克里斯托弗（英语：Ted Christopher），59歲，美國賽車司機（惠伦改装车巡回竞速赛（英语：Whelen Modified Tour）），死於飛機事故。[65]
- 彼得·薩巴奇（英语：Petr Šabach），66歲，捷克作家。[66]

### 15日
- 瑪麗亞·克里斯蒂娜·阿朗戈·維加（英语：María Cristina Arango Vega），88歲，前哥倫比亞第一夫人（英语：First Lady of Colombia）。[67]
- 維奧萊特·布朗（英語：Violet Brown），117歲189天，牙買加人瑞，前任在世最長壽人瑞。[68]
- 米爾恰·約內斯庫-昆圖斯（英语：Mircea Ionescu-Quintus），100歲，烏克蘭裔羅馬尼亞政治人物，前司法部部長（英语：Ministry of Justice (Romania)）與參議院議長（英语：President of the Senate of Romania），死於心臟衰竭。[69]
- 南仁东，72岁，中国天文学家，FAST工程首席科学家。[70]
- 小阿爾伯特·施佩爾（德語：Albert Speer junior），83歲，德國建築師。[71]

### 14日
- 陳家諾（英語：Arnold Chan），50歲，加拿大政治人物和律師，加拿大國會下議院士嘉堡－愛靜閣選區議員，死於鼻咽癌。[72]
- 邁克爾·弗里曼（英语：Michael Freeman (surgeon)），85歲，英國矯形外科醫生。[73]
- 吉布·萊蒂·卡（英语：Djibo Leyti Kâ），50歲，塞內加爾政治人物，前外交部部長（英语：Foreign Minister of Senegal）。[74]

### 13日
- 皮特·多梅尼西（英语：Pete Domenici），85歲，美國政治人物，前新墨西哥州聯邦參議院議員，死於腹部手術併發症。[75]
- 斯拉夫科·戈德斯坦（英语：Slavko Goldstein），89歲，克羅地亞記者、編劇（《出击营救（英语：Signal Over the City）》）、出版商與政治人物。[76]
- 法蘭克·文森（英語：Frank Vincent），78歲，美國電影、電視劇演員。[77]
- 颜义泉，98岁，云南省人大常委会副主任。[78]

### 12日
- 亞歷克斯·霍金斯（英语：Alex Hawkins），80歲，美國美式足球運動員（巴爾的摩小馬）。[79]
- 麥傑勤（英語：Allan MacEachen），96歲，加拿大政治人物，前加拿大副總理及加拿大國會下議院因弗內斯-列治文（英语：Inverness—Richmond）與布雷頓角高地-坎蘇角（英语：Cape Breton Highlands—Canso）選區代表議員。[80]
- 艾迪絲·溫莎（英語：Edith Windsor），88歲，美國LGBT權益活動家。[81]
- 西口茂男（日語：西口 茂男），88歲，日本黑道人物，指定暴力團住吉會第二代會長、住吉一家總裁。[82]

### 11日
- 苏丹端姑阿都哈林，89岁，马来西亚第五及第十四任最高元首、吉打州第二十八任苏丹。[83]
- 彼得·霍爾爵士（英语：Peter Hall (director)），96歲，英國話劇、歌劇和電影導演，前皇家國家劇院總監。[84]
- 卡羅·穆諾茲·波托（西班牙語：Carlos Muñoz Portal），37歲，墨西哥電影製作人、取景師，遭槍殺身亡。[85][86]（遺體發現日期）
- 阿諾德·薩加林（英语：Arnold Sagalyn），99歲，美國記者。[87]

### 10日
- 张玉华，101岁，中华人民共和国开国少将、原南京军区副政委[88]。。
- 霍德爵士（英語：Sir David Ford），82歲，英國殖民地官員，香港布政司（1987年－1993年）、港府駐英專員（1980年－1981年、1994年－1997年）。[89]
- 斯蒂芬·貝格利（英语：Stephen Begley），42歲，蘇格蘭橄欖球運動員（格拉斯哥戰士（英语：Glasgow Warriors））。[90]
- 勒內·洛朗坦（英语：René Laurentin），99歲，法國神學家。[91]
- 程相文，75岁，泰国华文教育人物，曼谷学院首任院长。[92]

### 9日
- 三谷翔（日語：三谷 翔），98岁，原日军士兵，侵华日军南京大屠杀加害者之一，后致力于揭露南京大屠杀真相[93]。
- 弗蘭克·阿雷布羅（英语：Frank Aarebrot），70歲，挪威政治學家，死於心臟病。[94]
- 帕特里克·古德曼爵士（英语：Patrick Goodman），88歲，新西蘭商人（古德曼菲爾德）。[95]
- 王海容，78岁，中國外交官，毛澤東表侄孫女。[96]
- 罗仑，81岁，中国学者，南京大学历史学院教授。[97]

### 8日
- 皮埃爾·貝爾傑（法語：Pierre Bergé），86岁，法國時裝設計師、藝術品收藏家。[98]
- A·約瑟夫·德納科奇（英语：A. Joseph DeNucci），88歲，美國拳擊手及政治人物，前馬薩諸塞州審計長（英语：Massachusetts State Auditor），死於腦退化症併發症。[99]
- 哈里·M·庫伊特（英语：Harry M. Kuitert），92歲，荷蘭神學家（荷蘭歸正會）。[100]
- 丹尼爾·麥克尼爾（英语：Daniel McNeill），70歲，美國政治人物，前宾夕法尼亚州众议院議員。[101]
- 張浵，96歲，台灣公路擘畫者。[102]
- 中嶋聰彥（日語：中嶋 聡彦），55歲，日本聲優、音響監督。[103]

### 7日
- 蘇享茂，37岁，中國國際電話APP「WePhone」創始人。[104]
- 曾景祥，68岁，香港电影音效师。[105]
- 金基惪（朝鲜语：김기덕 (1934년)），82歲，韓國電影導演，死於肺癌。[106]
- 蒂爾坎·阿克約爾（英语：Türkân Akyol），88歲，土耳其政治人物、醫生和學者，前衛生與社會保障部部長（英语：Ministry of Health (Turkey)）及國務部部長、安卡拉大学校長。[107]
- 傑里米·古德曼（英语：Jeremiah Goodman），94歲，美國插畫家。[108]
- 梁厚民，76岁，中国曲艺演员。[109]
- 馬清儀，64歲，香港女演員，TVB首屆健美小姐冠軍，死於癌症。[110]

### 6日
- 秦萍，68岁，香港電影女演員。[111]
- 陆青，89岁，中国动画艺术家。[112]
- 雷铎，68岁，中国作家，中国作家协会会员，广东省社会科学院文学研究员、原副所长。[113]
- 孙昊，34岁，中国潜水员，在潘家口水库科考潜水返回水面过程中遭渔用电箱电击而死。[114]
- 徐海燕，39岁，中国科普作家、翻译家、潜水员，在潘家口水库科考潜水返回水面过程中遭渔用电箱电击而死。[114]
- 王翰章，98岁，中国口腔医学教育家、口腔医院管理专家、口腔颌面外科学家，原四川医学院副院长，原四川大学华西口腔医学院院长，教授。[115]
- 卡洛·卡法拉（義大利語：Carlo Caffarra），79歲，意大利羅馬天主教主教，前费拉拉-科马基奥总教区及博洛尼亚总教区大主教。[116]
- 彼得·洛克（英语：Peter Luck），73歲，澳洲記者和電視節目主持人（《今晚這一天（英语：This Day Tonight）》），死於腦退化症。[117]
- 塞里夫·馬丁（英语：Şerif Mardin），90歲，土耳其社會學家。[118]
- 凱特·米列（Kate Millett），82歲，西方女性主義（第二波）代表人物，死於心臟麻痺。[119]
- 盧特菲·澤德，96岁，阿塞拜疆科学家，模糊逻辑之父。[120]

### 5日
- 尼古拉斯·布隆伯根（荷蘭語：Nicolaas Bloembergen），97歲，荷蘭物理學家，諾貝爾物理學獎得獎者。[121]
- 高里·蘭凱什，55歲，印度記者、活動家，中槍身亡。[122]
- 阿諾·林克（英语：Arno Rink），76歲，德國當代畫家。[123]
- 馬光洙（韓語：마광수），66歲，韩国作家、小說家、美学者、哲学家、教育家、记者、大学教授。[124]
- 曹琦，92岁，中国地理教育家，东北师范大学地理科学学院教授。[125]

### 4日
- 大衛·孔松希（英语：David Consunji），95歲，菲律賓工程師和實業家。[126]
- 哈里·梅瑟爾（英语：Harry Meshel），93歲，美國政治人物，前俄亥俄州参议院議員及議長。[127]
- 何塞·特立尼達·塞普爾韋達·魯伊斯-貝拉斯科（英语：José Trinidad Sepúlveda Ruiz-Velasco），96歲，墨西哥羅馬天主教主教，前圖斯特拉古鐵雷斯總教區和聖胡安德洛斯拉戈斯教區主教，死於呼吸道併發症。[128]
- 李榮溫，台灣輕艇國手。[129]
- 廖麗麗，70歲，香港無綫資深女藝人，死於舌癌。[130]
- 孙靖中，75岁，中国医学教育专家，肿瘤外科学专家，山东大学齐鲁医学部临床医学院教授，原山东大学齐鲁医院外科主任兼普外科主任。[131]

### 3日
- 约翰·阿什伯里（英語：John Ashbery），90歲，美國詩人。[132]
- 瓊·科倫姆（英语：Joan Colom），96歲，西班牙攝影師。[133]
- 皮特·奧德爾蘭（英语：Piet Ouderland），84歲，荷蘭足球員（阿贾克斯、國家隊）及籃球員（荷蘭國家隊）。[134]
- 约翰·P·怀特（英語：John P. White），80歲，美國政治人物，前美国国防部副部长，死於腦退化症。[135]

### 2日
- 維克托·謝列夫科夫（英语：Viktor Cherepkov），75歲，俄羅斯政治人物，前海參崴市長，死於癌症。[136]
- 瑪麗亞·克里斯蒂娜·奧里韋（英语：María Cristina Orive），86歲，危地馬拉攝影記者。[137]
- 邁克爾·西馬諾維茨（英語：Michael Simanowitz），46歲，美國政治人物，前纽约州众议院議員。[138]
- 勒奇·瓦雷拉（英语：Lucky Varela），82歲，美國政治人物，前新墨西哥州众议院議員。[139]
- 向守志，99岁，中国人民解放军上将及开国少将，第二炮兵首任司令员，原南京军区司令员。[140]

### 1日
- 雪萊·伯曼（英语：Shelley Berman），92歲，美國喜劇演員（《緣份精華遊》、《非常外父生擒霍老爺》、《人生如戲》），死於腦退化症。[141]
- 保羅·莫雷諾（英语：Paul Moreno），86歲，美國政治人物，前德克薩斯州眾議院（英语：Texas House of Representatives）議員。[142]
- 黄振捷（英語：Gin Dan Wong），94歲，美國華裔建築師。[143]
- 张灿玾，90岁，山东中医药大学教授，首届“国医大师”。[144]